# Camponotus mendax
Camponotus mendax é uma espécie de inseto do gênero Camponotus, pertencente à família Formicidae.